# Pycnocraspedum fulvum
Pycnocraspedum fulvum is een straalvinnige vissensoort uit de familie van naaldvissen (Ophidiidae). De wetenschappelijke naam van de soort is voor het eerst geldig gepubliceerd in 1984 door Machida.